# كولوتشيو سالوتاتي
كولوتشيو سالوتاتي (16 فبراير 1331 - 4 مايو 1406)  كان مفكر إيطالي وناشط في عصر النهضة الإنسانية وأحد أهم القادة السياسيين والثقافيين في عصر النهضة في فلورنسا.

## روابط خارجية
- كولوتشيو سالوتاتي على موقع الموسوعة البريطانية (الإنجليزية)